# إيقاف تحفظي
إيقاف تحفظي أو حبس احتياطي هو الإذن الذي تعطيه النيابة العامة أو قاضي التحقيق لكبير أمري السجن قصد قبول المتهم وإيداعه السجن، وعلى عكس الحبس العقابي، لا يكون الحبس الإحتياطي بناء على إدانة من محكمة، بل يُتخذ كإجراء احترازي يهدف إلى ضمان عدم فرار ذي شبهة من جهة وإثبات التهمة على مرتكبي الجرم من ناحية أخرى. ويُساء إستخدامها بإنتقاءها لإيقاع عقوبة، فيشيع إستخدامها على المعارضين السياسيين أو الناشطين، عبر تجديدات الحبس غير المبررة أو لفترات طويلة
بحسب التعريف، يستوجب وجود تهم واضحة وأدلة على قيام المواطنين بأعمال مخالفة للقانون أو تهدد الأمن القومي الداخلي ليكون استخدام الحبس الإحتياطي إستثناءا قانونيا، وإلا كانت إنتهاكا لحقوق المواطنين الأساسية كافتراض أصل البراءة، والحق في الحرية، والحق في المحاكمة العادلة. كما يجب أن يراعي الإجراء عدم إنتهاك حقوق المتهمين مثل الاتصال بذويهم أو بمحام للدفاع عنهم أو حضور تحقيقات النيابة معهم.
يُستخدم الإجراء للحرمان من الحرية تعسفيا أيضا عبر تجديد الحبس لمدد طويلة دون داع، وتعدي مدد الحبس المنصوص عليها قانونيا على ذمم قضايا دون إحالتهم المحكمة المختصة، متقاطعا مع الاعتقال الإداري المستند إلى أمر إداري فقط، بدون حسم قضائي، وبدون لائحة اتهام وبدون محاكمة، في الخطر الواضح من الإستغلال السيء، عبر المس البالغ بالحقوق في الإجراءات القضاءية المتأصل في تلك الوسائل. فتتقاطع ممارسات الإيقاف التحفظي أو الحبس الإحتياطي مع الحرمان من الحرية تعسفيًا بإنتهاكه الحق في المحاكمة العادلة، أو مستخدما كعقوبة لممارسة الأفراد لحقوقهم المدنية أو السياسية، المكفولة في الإعلان العالمي لحقوق الإنسان أو العهد الدولي الخاص بالحقوق المدنية والسياسية، أو يكون تمييزا على أي أساس كان، أو منتهكا القانون الدولي بغياب إمكانية مراجعة إدارية أو التظلم إداريا أو قضائيا للاحتجاز الإداري المطول، مثل ما تعرض له طالبو اللجوء أو المهاجرون أو اللاجئون.
وتختلف فترات الإيقاف التحفظي من دولة لأخرى ومن قانون لأخر، ويبقى الهامش في احتسابها هو مدى احترام الدولة لمقتضيات الحريات الشخصية وحقوق الإنسان، فتذهب بعض القوانين لإطالة أمد الإيقاف والتمديد فيه متى رأت النيابة العامة ضرورة تطبيق ذلك وفي هذه الحال يبقى المتهم دون محاكمة ويحرم من إطلاق سراحه ليقضي فترة طويلة في الحبس دون توجيه أية تهمة له. فيما تؤمن دول أخرى بضرورة إعطاء الضمانات الأساسية لذي الشبهة تبعا لمفهوم قرينة البراءة فيوضع بموجبها فترة زمنية محددة للإيقاف على أن لا يجوز التمديد فيها إلا مرة أو مرتين. وأقصى مدة للحبس الاحتياطي لا تتجاوز 45 يومًا.